# كأس ديفيز 1999
كأس ديفيز 1999 هو الموسم 88 من كأس ديفيز. أقيم خلال الفترة 2 أبريل 1999 وحتى 5 ديسمبر 1999، وفاز فيه منتخب أستراليا لكأس ديفيز.